# Stehachsenfehler
Als Stehachsenfehler oder Stehachsfehler wird in der Geodäsie die Abweichung der vertikalen Achse (Stehachse) eines Theodolits von der örtlichen Lotrichtung bezeichnet.
Im Gegensatz zum sogenannten Zielachsen- und Kippachsenfehler von Theodoliten und verwandten Messgeräten ist der Stehachsfehler nicht instrumentell bedingt, sondern ein operativer Fehlereinfluss bei der Aufstellung des Messgeräts am Stativ oder Messpfeiler  (mittels der 3 Fußschrauben am Unterteil des Theodolits). Er kann nie zur Gänze beseitigt werden, sondern höchstens so genau, wie es die verwendete Libelle zulässt. Bei der üblichen Alhidaden-Libelle eines Sekundentheodolits ist dies etwa 3 bis 10″ oder 1 bis 3  mgon.
Die Wirkung des Stehachsfehlers auf die Messung eines Höhenwinkels entfällt weitgehend, wenn die Ablesung am Höhenkreis durch einen Kompensator korrigiert wird (vor 1970 waren dafür „Versicherungslibellen“ in Gebrauch).
Hingegen werden Richtungs- bzw. Horizontalwinkel merklich beeinflusst, wenn die Visur nicht horizontal ist. Der Fehlerbetrag nimmt mit dem Tangens des Höhenwinkels zu und kann daher bei einer Steilvisur von 45° den Betrag der Achsschiefe selbst annehmen (in 90°-Richtung quer zur Achsneigung mit Vorzeichen + bzw. −).
Da dieser Einfluss die Messgenauigkeit i.a. merklich übertrifft, werden in moderne, digitale Theodolite spezielle Neigungskompensatoren (Vertikalsensoren) eingebaut, mit denen die Reduktion der Winkelablesung möglich wird. Sie ist jedoch nur dann exakt, wenn auf jedem Standpunkt mehrere Zielpunkte in beiden Kreislagen gemessen werden.
Die Geodätische Astronomie, bei der Steilvisuren zu Gestirnen unvermeidbar sind, hat für diesen Problemkreis besonders genaue Hänge- bzw. Reiterlibellen. Sie haben Parswerte (Empfindlichkeiten) von nur 1″ bis 5″ und werden direkt auf die Kippachse gehängt bzw. gestellt. Damit sind einige Zehntelsekunden erreichbar, von kleinen Temperatureffekten an der Libellenblase abgesehen.
Auch beim Nivellement spielt der Stehachsenfehler eine Rolle, weil das Horizontieren des Nivellierinstruments nur mit der üblichen Dosenlibelle erfolgt. Auch automatische Nivelliere können den verbleibenden Stehachsfehler (etwa 10 bis 50″) nur zu etwa 99 % kompensieren; der verbleibende Effekt kann sogar beim Präzisionsnivellement einige mm/km erreichen. Er lässt sich aber durch abwechselndes Horizontieren im Vor- und Rückblick vermindern (Verfahren „Rote Hose“ wegen der Möglichkeit, dies immer mit Blick auf denselben der zwei Messgehilfen zu tun).
Bei Präzisionsmessungen wird neben dem (pro Standpunkt konstanten) Stehachsfehler noch ein sekundärer Achsfehler wirksam, der nach seiner mechanischen Ursache auch Taumelfehler genannt wird. Die Stehachse ist ja im Unterbau des Theodolits als Zylinderachse oder als Kugellager realisiert und behält beim Drehen nicht genau dieselbe Richtung bei. Bei manchen Bauarten hat dieses geringfügige Taumeln von etwa 1″ einen periodischen Verlauf und kann durch 180°-Umsetzen des Theodolits bzw. Universalinstruments auf dem Unterbau verringert werden.